# 瑟尔维·奥特森
瑟尔维·奥特森（Sölvi Ottesen，1984年2月18日—），是一名冰岛职业足球运动员，司职中后卫。

## 俱乐部生涯
2001年，奥特森在家乡球队维京古尔开始职业足球生涯。2004年，他转会加盟瑞典球队尤尔格丹，在球队的四年时间里，他联赛出场35次，射进2球。2008年，他和丹麦足球超级联赛球队桑德捷斯基签约三年。2009年6月，有消息称他将前往苏格兰豪门凯尔特人试训。2010年6月，他转会到另一支丹麦超级联赛球队哥本哈根。2013年8月1日，他和俄罗斯足球超级联赛升班马烏拉爾签约两年。2015年2月14日，奥特森转会到中国足球超级联赛球队江苏国信舜天。